# Hall Bartlett
Hall Bartlett (* 27. November 1922 in Kansas City, Missouri; † 7. September 1993 in Los Angeles, Kalifornien) war ein US-amerikanischer Filmproduzent, Drehbuchautor und Regisseur.

## Leben
Bartlett, über dessen Geburtsjahr es unterschiedliche Angaben gibt, studierte an der Yale University. Danach diente er 5 Jahre bei der Navy. Er begann seine Filmkarriere als Produzent für den Dokumentarfilm Navajo, der als erster Film galt, der einen sympathievollen Blick auf die amerikanischen Ureinwohner warf. Mit Crazylegs war Bartlett 1953 der erste Regisseur, der einen Film über professionelles American Football drehte; in ihm erzählt er die Geschichte von Elroy Hirsch. Spätere Arbeiten Bartletts, der seine Filme selbst schrieb und produzierte, umfassten den weltweiten Erfolg Die Möwe Jonathan, den Western Drango und Und der Herr sei uns gnädig, in dem er das Rassenproblem anhand einer Episode des Koreakrieges behandelte. In Die Kinder von Sanchez spielten Anthony Quinn und Dolores del Río ein mexikanisches Ehepaar.
Von 1966 bis 1972 war Bartlett mit Schauspielerin Rhonda Fleming verheiratet; es war die zweite von drei Ehen des Filmemachers.

## Filmografie
Als Produzent
- 1952: Navajo
- 1953: Crazylegs
- 1955: Unchained
- 1957: Drango
- 1960: Und der Herr sei uns gnädig (All the Young Men)
- 1963: Frauen, die nicht lieben dürfen (The Caretakers)
- 1964: Staatsaffären (A Global Affair)
- 1968: Kugeln sind sein Autogramm (Sol Madrid)
- 1969: Frei wie der Wind (Changes)
- 1971: Der Herausforderer (The Wild Pack)
- 1973: Die Möwe Jonathan (Jonathan Livingston Seagull)
- 1978: Die Kinder von Sanchez (The Children of Sanchez)
- 1983: Operation Comeback (Love Is Forever)

Als Drehbuchautor
- 1953: Crazylegs
- 1955: Unchained
- 1957: Drango
- 1957: 714 antwortet nicht (Zero Hour!)
- 1960: Und der Herr sei uns gnädig (All the Young Men)
- 1969: Frei wie der Wind (Changes)
- 1971: Der Herausforderer (The Wild Pack)
- 1973: Die Möwe Jonathan (Jonathan Livingston Seagull)
- 1978: Die Kinder von Sanchez (The Children of Sanchez)
- 1983: Operation Comeback (Love Is Forever)

Als Regisseur
- 1955: Unchained
- 1957: Drango
- 1957: 714 antwortet nicht (Zero Hour!)
- 1960: Und der Herr sei uns gnädig (All the Young Men)
- 1963: Frauen, die nicht lieben dürfen (The Caretakers)
- 1969: Frei wie der Wind (Changes)
- 1971: Der Herausforderer (The Wild Pack)
- 1973: Die Möwe Jonathan (Jonathan Livingston Seagull)
- 1978: Die Kinder von Sanchez (The Children of Sanchez)
- 1983: Operation Comeback (Love Is Forever)

## Auszeichnungen
Bartletts Filme erhielten zahlreiche Auszeichnungen; so wurde er für Navajo, den er produzierte, 1953 für einen Oscar in der Kategorie Bester Dokumentarfilm nominiert. Größeren Erfolg als in seinem Heimatland erzielten seine Filme im Ausland.